# Bracia Chiodo

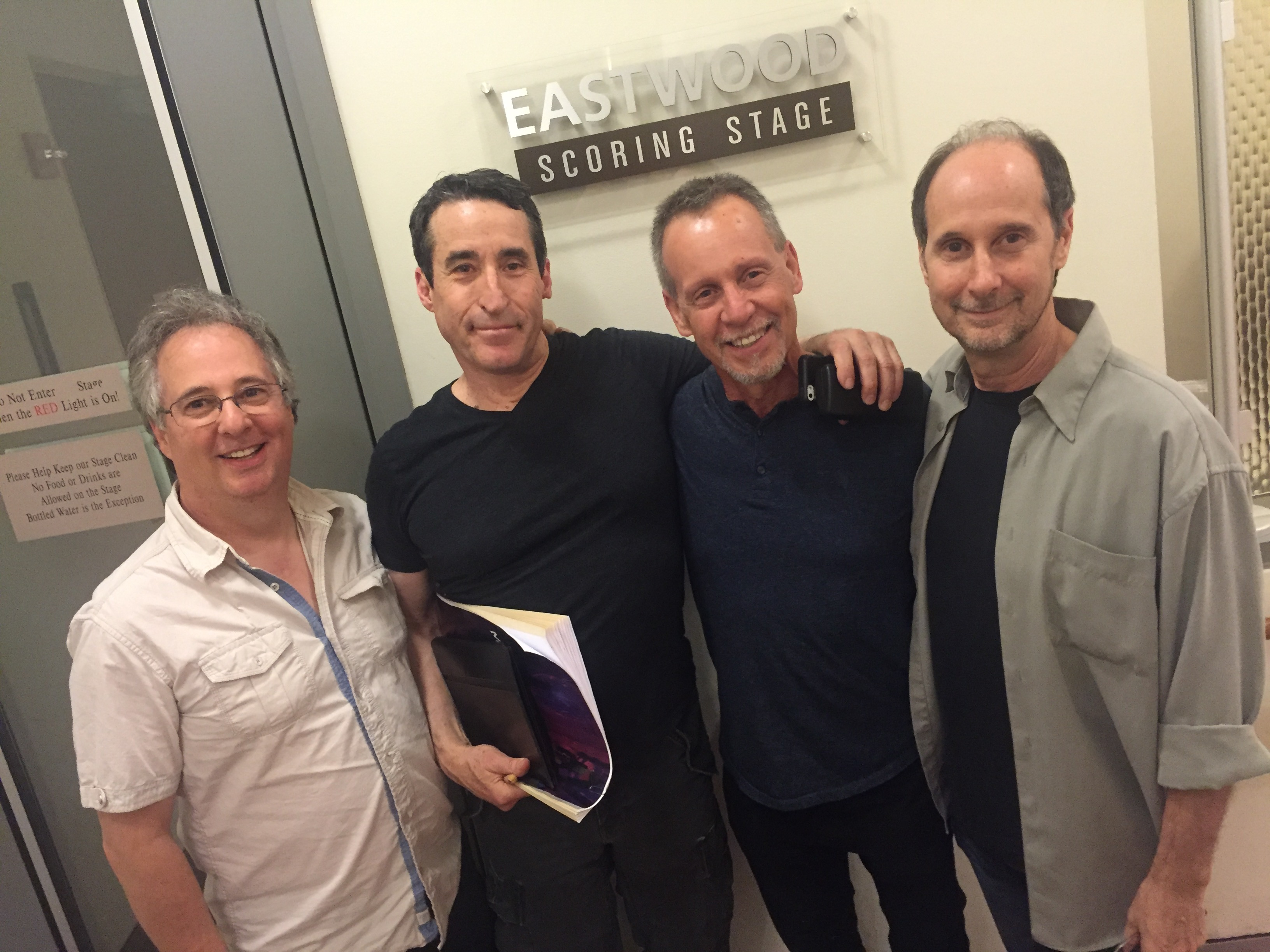
Bracia Chiodo (2016)

Bracia Chiodo (Stephen, Charles & Edward Chiodo; ur. w Bronx w stanie Nowy Jork) – amerykańska grupa rodzeństwa zajmująca się efektach specjalnych, specjalizująca się w modelowaniu gliny, tworzeniu stworów, animacji poklatkowej i animatroniki. Znani z filmu Mordercze klowny z kosmosu oraz efektów specjalnych do serii Critters i Wielkiej przygody Pee Wee Hermana.
Zespół Chiodos pierwotnie nazywał się „The Chiodos Bros” na ich cześć.

## Filmografia
Efekty specjalne:
- 1981: Historia świata: Część I
- 1982: Vincent
- 1985: Wielka przygoda Pee Wee Hermana (Wielka Marge)
- 1986: Critters
- 1986: Faerie Tale Theatre (odc. 24)
- 1988: Critters 2
- 1988: Mordercze klowny z kosmosu
- 1988: Monsters
- 1990: Największy koszmar Ernesta
- 1991: Critters 3
- 1992: Critters 4
- 1995: Tajemnica Syriusza (animacja poklatkowa)
- 1998: Kobra królewska
- 2003: Elf (czołówka)
- 2004: Ekipa Ameryka: Policjanci z jajami
- 2001-2012: Simpsonowie (sekwencje z odc. 257, 358, 478, 507)

Efekty animatroniczne:
- 1983: Jaś i Małgosia
- 1988: Purpurowy pożeracz ludzi
- 1988–1991: Monsters
- 1992–1994: Adventures in Wonderland
- 1995–1996: Gwiezdny Rycerz (Ferbus)[3]
- 1996: Theodore Rex
- 2004: Ekipa Ameryka: Policjanci z jajami

Charakteryzacja:
- 1988–1991: Monsters

Kostiumy:
- 1995–1996: Gwiezdny Rycerz (Maggoty)[3]
- 1996: Theodore Rex
- 1997: Turbo: A Power Rangers Movie

Produkcja:
- 1988: Mordercze klowny z kosmosu
- 1991–1992: Zaginiony ląd

Reżyseria:
- 1988: Mordercze klowny z kosmosu

Scenariusz:
- 1988: Mordercze klowny z kosmosu